# Eugongylinae
Eugongylinae es una subfamilia de lagartos escincomorfos de la familia Scincidae.

## Géneros
Comprende los siguientes géneros:
- Ablepharus Lichtenstein, 1823
- Afroablepharus Greer, 1974
- Anepischetosia Wells & Wellington, 1985
- Bassiana Hutchinson, Donnellan, Baverstock, Krieg, Simms & Burgin, 1990
- Caesoris Sadlier, Bauer, Shea & Smith, 2015
- Caledoniscincus Sadlier, 1987
- Carlia Gray, 1845
- Celatiscincus Sadlier, Smith & Bauer, 2006
- Cophoscincopus Mertens, 1934
- Cryptoblepharus Wiegmann, 1834
- Emoia Gray, 1845
- Epibator Sadlier, Bauer, Shea & Smith, 2015
- Eroticoscincus Wells & Wellington, 1984
- Eugongylus Fitzinger, 1843
- Geomyersia Greer & Parker, 1968
- Geoscincus Sadlier, 1987
- Graciliscincus Sadlier, 1987
- Harrisoniascincus Wells & Wellington, 1985
- Kanakysaurus Sadlier, Bauer, Smith & Whitaker, 2004
- Lacertaspis Perret, 1975
- Lacertoides Sadlier, Shea & Bauer, 1997
- Lampropholis Fitzinger, 1843
- Leiolopisma Duméril & Bibron, 1839
- Leptosiaphos Schmidt, 1943
- Liburnascincus Wells & Wellington, 1984
- Lioscincus Bocage, 1873
- Lobulia Greer, 1974
- Lygisaurus De Vis, 1884
- Marmorosphax Sadlier, 1987
- Menetia Gray, 1845
- Morethia Gray, 1845
- Nannoscincus Günther, 1872
- Niveoscincus Hutchinson, Donnellan, Baverstock, Krieg, Simms & Burgin, 1990
- Oligosoma Girard, 1857
- Panaspis Cope, 1868
- Phaeoscincus Sadlier, Smith & Bauer, 2014
- Phasmasaurus Sadlier, Bauer, Shea & Smith, 2015
- Phoboscincus Greer, 1974
- Proablepharus Fuhn, 1969
- Pseudemoia Fuhn, 1967
- Pygmaeascincus Couper & Hoskin, 2014
- Saproscincus Wells & Wellington, 1983
- Sigaloseps Sadlier, 1987
- Simiscincus Sadlier & Bauer, 1997
- Tachygyia Mittleman, 1952
- Techmarscincus Wells & Wellington, 1985
- Tropidoscincus Bocage, 1873